# Sosuke Shibata
Sosuke Shibata (柴田 壮介 Shibata Sosuke?), född 26 maj 2001 i Nagasaki prefektur, är en japansk fotbollsspelare.
Shibata började sin karriär 2018 i Shonan Bellmare. Med Shonan Bellmare vann han japanska ligacupen 2018.